# Schizidium beroni
Schizidium beroni is een pissebed uit de familie Armadillidiidae. De wetenschappelijke naam van de soort is voor het eerst geldig gepubliceerd in 2001 door Andreev.